# If You Can Believe Your Eyes and Ears
Albums de The Mamas and the Papas
The Mamas and the Papas
(1966)
Singles
1. Go Where You Wanna Go
Sortie : novembre 1965
2. California Dreamin'
Sortie : décembre 1965
3. Monday, Monday
Sortie : mars 1966

If You Can Believe Your Eyes and Ears est le premier album du groupe The Mamas and the Papas (« The Mama's and the Papa's » sur la pochette), sorti en 1966. Il connaît un grand succès des deux côtés de l'Atlantique, de même que les singles California Dreamin' et Monday, Monday.
Sa pochette originale, représentant une salle de bains avec les quatre membres du groupe allongés dans une baignoire, est censurée en raison de la présence de cabinets dans un coin, considérés comme indécents.
L'album figure en 112e position du classement des 500 plus grands albums de tous les temps par le magazine Rolling Stone. Il est également cité dans l'ouvrage de référence de Robert Dimery Les 1001 albums qu'il faut avoir écoutés dans sa vie.

## Titres
| 1. | Monday, Monday             | John Phillips                | 3:27 |
| 2. | Straight Shooter           | John Phillips                | 3:27 |
| 3. | Got a Feelin'              | Denny Doherty, John Phillips | 2:31 |
| 4. | I Call Your Name           | John Lennon, Paul McCartney  | 2:39 |
| 5. | Do You Wanna Dance         | Bobby Freeman                | 2:57 |
| 6. | Go Where You Wanna Go (en) | John Phillips                | 2:30 |

| 7.  | California Dreamin' | John Phillips, Michelle Phillips | 2:41 |
| 8.  | Spanish Harlem      | Jerry Leiber, Phil Spector       | 3:21 |
| 9.  | Somebody Groovy     | John Phillips                    | 3:15 |
| 10. | Hey Girl            | John Phillips, Michelle Phillips | 2:27 |
| 11. | You Baby (en)       | Steve Barri, P. F. Sloan         | 2:19 |
| 12. | The 'In' Crowd (en) | Billy Page                       | 3:10 |

## Musiciens

### The Mamas and the Papas
- Denny Doherty : chant
- Cass Elliot : chant
- John Phillips : chant, guitare
- Michelle Phillips : chant

### Musiciens
- P. F. Sloan : guitare, chœurs
- Larry Knechtel : claviers, basse
- Joe Osborn : basse
- Peter Pilafian : violon électrique
- Hal Blaine : batterie

## Classement hebdomadaire
| Classement (1966)          | Meilleure place |
| -------------------------- | --------------- |
| États-Unis (Billboard 200) | 1               |